# Lúcio Cornélio Lêntulo Cruscélio
Lúcio Cornélio Lêntulo (em latim: Lucius Cornelius Lentulus), possivelmente o mesmo chamado Cruscélio (Cruscellio), foi um político da família dos Lêntulos da gente Cornélia da República Romana nomeado cônsul sufecto em 38 a.C. com Lúcio Márcio Filipo. Membro da gente patrícia dos Cornélios, Lêntulo era filho de Lúcio Cornélio Lêntulo Crus, cônsul em 49 a.C..

## Carreira
Entre 20 de setembro até 23 de outubro de 54 a.C. foi o encarregado de processar, sob a Lex Cornelia de maiestate, Aulo Gabínio, cônsul em 58 a.C..
Em 44 a.C., possivelmente foi eleito para o cargo de pretor e foi um dos que declararam que a distribuição de províncias determinada pelo Senado para o ano seguinte (numa reunião em 28 de novembro de 44 a.C.) não era obrigatória.
Provavelmente por causa do apoio de seu pai a Pompeu durante a guerra civil, Lêntulo foi proscrito pelos triúnviros e, por isso, em 42 a.C., fugiu para a Sicília, sob o controle de Sexto Pompeu, filho de Pompeu. Sexto deu-lhe um comando naval na posição de legado, provavelmente com poderes propretoriais. Provavelmente depois do Pacto de Miseno, em 39 a.C., Lêntulo se reconciliou com os triúnviros e passou a apoiar Marco Antônio e, por isso, foi nomeado cônsul sufecto em 38 a.C., no lugar de Ápio Cláudio Pulcro. Neste ano, os cônsules receberam, pela primeira vez, dois questores cada um e foram nomeados sessenta e sete pretores, um após o outro, e todos assumiram a função, uma cifra inédita, pois, sob Júlio César, só eram eleitos quatorze pretores.
Desde a época de César até o final de 33 a.C., 38 consulares haviam sido nomeados, dos quais os homens novos superaram com folga o número dos membros da antiga nobreza romana. Dentre eles estão apenas um Cláudio, um Emílio, nenhum Fábio e, no máximo, dois Cornélios, este Cruscélio e Públio Cornélio Dolabela.
Casou-se com Sulpícia e pode ter sido o pai de Lúcio Cornélio Lêntulo, cônsul em 3 a.C..